# Гра з дияволом
«Гра з дияволом» (Sympathy for the Devil, букв. «Симпатія до диявола») — американський психологічний трилер 2023 року режисера Ювала Адлера за сценарієм Люка Парадайза. У головних ролях знялися актори Ніколас Кейдж (Пасажир) та Юель Кіннаман (Водій). Світова прем'єра фільму відбулася на Міжнародному кінофестивалі «Фантазія» 22 липня 2023 року, а 28 липня компанія RLJE Films розпочала його прокат у кінотеатрах. В Україні прем'єрний показ фільму пройшов 27 липня — 2 серпня 2023 року.
За сюжетом, чоловік був змушений везти таємничого пасажира, який погрожує йому зброєю, але згодом стає зрозумілим, що не все таке, яким здається.

## Акторський склад
| Актор               | Роль         |
| ------------------- | ------------ |
| Ніколас Кейдж       | Пасажир      |
| Юель Кіннаман       | Водій        |
| Алексіс Золлікоффер | Офіціантка   |
| Кемерон Лі Прайс    | Поліціянт    |
| Олівер Маккаллум    | Хлопчик      |
| Бернс Бернс         | Власник      |
| Річ Гопкінс         | Далекобійник |
| Ненсі Гуд           | Бабуся       |
| Кайві Ліман-Мерсеро | Колега       |

## Виробництво
Основні зйомки розпочалися в Лас-Вегасі в липні 2022 року. Приблизно половину фільму було знято у віртуальній студії в Лас-Вегасі, що належить Vū Technologies. «Гра з дияволом» був першим повнометражним фільмом в історії Невади, знятим на світлодіодній звуковій сцені.

## Випуск
У вересні 2022 року фільм представили дистриб'юторам на Міжнародному кінофестивалі в Торонто. У березні 2023 року компанія RLJE Films придбала права на розповсюдження фільму в Північній Америці, Великій Британії, Ірландії, Австралії та Новій Зеландії. Світова прем'єра фільму відбулася на Міжнародному кінофестивалі «Фантазія» 22 липня 2023 року, прокат у кінотеатрах розпочався 28 липня.

## Сприйняття
Кінокритики загалом позитивно оцінили фільм, відзначивши добру гру головних акторів. На вебсайті агрегатора рецензій Rotten Tomatoes 58 % із 79 відгуків критиків є позитивними із середньою оцінкою 5,6/10. Консенсус вебсайту звучить так: «„Гра з дияволом“ максимально використовує схильність Ніколаса Кейджа грати безглуздих персонажів — і для деяких глядачів цього буде більш ніж достатньо, щоб подивитися». Metacritic, який використовує середньозважену оцінку, поставив фільму 54 бали зі 100 на основі 18 критиків, вказуючи на «змішані або середні» відгуки.